# Kozani
Kozani (řecky Κοζάνη) je hlavním městem a ekonomickým centrem Západní Makedonie a regionu Kozani v severním Řecku. Leží 120 km západně od Soluně v nadmořské výšce 710 m. Má okolo 50 000 obyvatel. Vyznačuje se balkánským koloritem  - domky s dřevěným obložením, zdmi ohrazené zahrádky a kamenné dvorky.
V Kozani se nachází druhá největší městská knihovna v Řecku, ve které je uloženo více než 150 000 knih a různé cenné dokumenty. Je zde univerzita a technika pro studenty z celého Řecka. Je sídlem soudu, řecké armády a biskupa. Je také významným dopravním uzlem a má letiště.